# Sulpice Ier d'Amboise
Sulpice Ier d'Amboise (vers 1030 - vers 1081) était un seigneur français.

## Biographie
Fils aîné, et successeur, de Lisois d'Amboise, il hérita du titre de seigneur d'Amboise et de Montrichard, dont les cités sur trouvent dans l'est du comté d'Anjou, en Touraine.

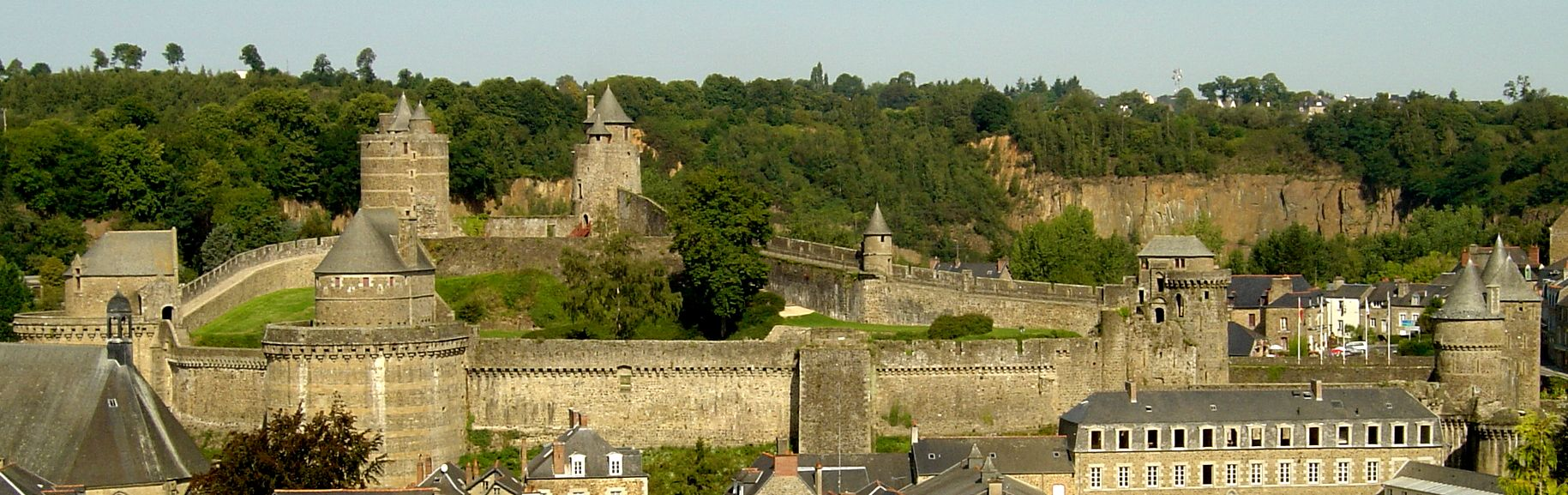
Château de Fougères

Il se marie avec Denise de Pontlevoy, nièce. de Geoffroy de Chaumont, qui lui apporte en dot les seigneuries de Pontlevoy, de Chaumont-sur-Loire et de Fougères (?). L'abbé de Marolles écrivait à propos de son épouse Denise : « On l'avait surnommée : « La Pucelle », pour avoir excellé en beauté par-dessus les plus belles dames de son temps ».
Après la mort de son père, Sulpice Ier contesta la légitimité du nouveau comte d'Anjou, Foulque le Réchin, et entra en guerre avec lui. Il dévasta, et pilla, tous les environs, de l'Indre au Cher, et du Cher à la Loire, en étendant même ses ravages depuis Tours jusqu'à Montrichard, et Saint-Aignan. Le comte d'Anjou vint faire le siège d'Amboise, en 1068. Sulpice Ier, assisté de son frère, Lisois de Verneuil, et de son beau-frère Thibaut des Roches, seigneur de Rochecorbon, repoussa toutes ses attaques avec tant de courage, que le comte fut obligé de lever honteusement le siège. L'année suivante s'étant saisi de la personne de Sulpice Ier d'Amboise, qui était imprudemment venu voir à Tours un de ses amis, Foulque le Réchin retourna assiéger Amboise, avec toutes ses forces réunies. L'opiniâtreté et la bravoure de Lisois de Verneuil, frère de Sulpice, obligèrent, une seconde fois, le comte à lever le siège, irrité autant que confus, d'avoir perdu cinq semaines avec toutes ses troupes, sans pouvoir s'emparer de la forteresse. Pour obtenir sa libération, et une trêve que lui réclamait le comte d'Anjou, Sulpice Ier fut obligé de donner son fils, Hugues Ier d'Amboise, en otage.
Libéré, Sulpice Ier entra aussitôt en guerre contre ses beaux-frères, François de Thorigné, et Bouchard de Montrésor, qui avaient pris le parti du comte. Il s'empara de leur forteresse et les rasa. À la suite de blessures, il tomba malade et se rendit chez sa sœur Sibille au château de Rochecorbon où il mourut le 1er juin 1081.
Il avait, auparavant, fait  reconnaître son fils Hugues Ier d'Amboise comme son successeur et avait confié à son propre frère, Lisois de Verneuil, le soin de gouverner les deux seigneuries d'Amboise et de Chaumont jusqu'à la mise en liberté, et jusqu'à la majorité de son héritier légitime.
Il fut inhumé dans l'abbaye de Pontlevoy, en 1081.

## Descendance
De son mariage avec Denise de Pontlevoy, il a eu:
- Hugues Ier d'Amboise (vers 1055-1129), seigneur d'Amboise, marié à Élisabeth de Souvigni;
- Hermesinde, mariée à Archambaud de Bray ;
- Adenorde, mariée à Robert de Limeray

## Sources
- Gesta Ambaziensium dominorum, dans le recueil des chroniques des comtes d'Anjou et des seigneurs d'Amboise, publ. par Louis Halphen et René Poupardin, Paris, 1913, in-8°, et les chartes et autres textes indiqués dans les notes de cette édition.
- Le Comté d'Anjou au XIe siècle, par L. Halphen, Paris, 1906, in-8°.
- Histoire de Touraine, par J.-L. Chalmel, t. 1, p. 385.